# Том Нунан
Том Нунан (енгл. Tom Noonan; рођен Гринвич, Конетикат, 12. април 1951), амерички је позоришни, филмски и ТВ глумац.
Његова најпознатија улога била је Френсис Долархајд / Зубић вила у Ловац на људе (1986), у којој је играо психопатског серијског убицу.
Током година, такође се појављивао у телевизијским серијама Досије икс и Место злочина: Лас Вегас, Закон и ред и Пакао на точковима поред многих.
Глумачка каријера Тома Нунана почела је у позоришту. Његова прва улога била је у оригиналној продукцији Сема Шепарда Buried Child. Године 1980. почео је да глуми у филмовима. Често игра негативце: Робокап 2 (1990), Последњи акциони херој (1993), Завет (2001).